# Lorenzo Semple Jr.
Lorenzo Semple, Jr., född 27 mars 1923 i New York i New York, död 28 mars 2014 i Los Angeles i Kalifornien, var en amerikansk manus- och pjäsförfattare. Han inledde sin författarbana med att skriva noveller för tidningar och sedan som pjäsförfattare. Hans Broadway-pjäs The Golden Fleecing filmatiserades 1961 som Flottans gullgossar med Steve McQueen. Semple skrev även manus till TV-serier, bland annat Läderlappen och den tillhörande filmen Läderlappen (1966). 
Under 1970-talet skrev han flera framgångsrika filmmanus, bland annat Papillon (1973), Sista vittnet (1974), Ett fall för Harper (1974) och Tre dagar för Condor (1975). Därefter skrev han flera filmer producerade av Dino De Laurentiis, bland annat King Kong (1976), Orkanen (1979) och Blixt Gordon (1980). Han skrev också manus till den inofficiella James Bond-filmen Never Say Never Again (1983) och djungeläventyret Sheena - djungeldrottningen (1984). 
Semple hade en Youtube-kanal, "Reel Geezers", där han recenserade filmer tillsammans med Marcia Nasatir.